# قاي دبليو. إس. كاسل
قاي دبليو. إس. كاسل (بالإنجليزية: Guy W. S. Castle)‏ هو ضابط أمريكي، ولد في 8 فبراير 1879 في بورتاغ في الولايات المتحدة، وتوفي في 10 أغسطس 1919.